# Jane's Fighting Ships

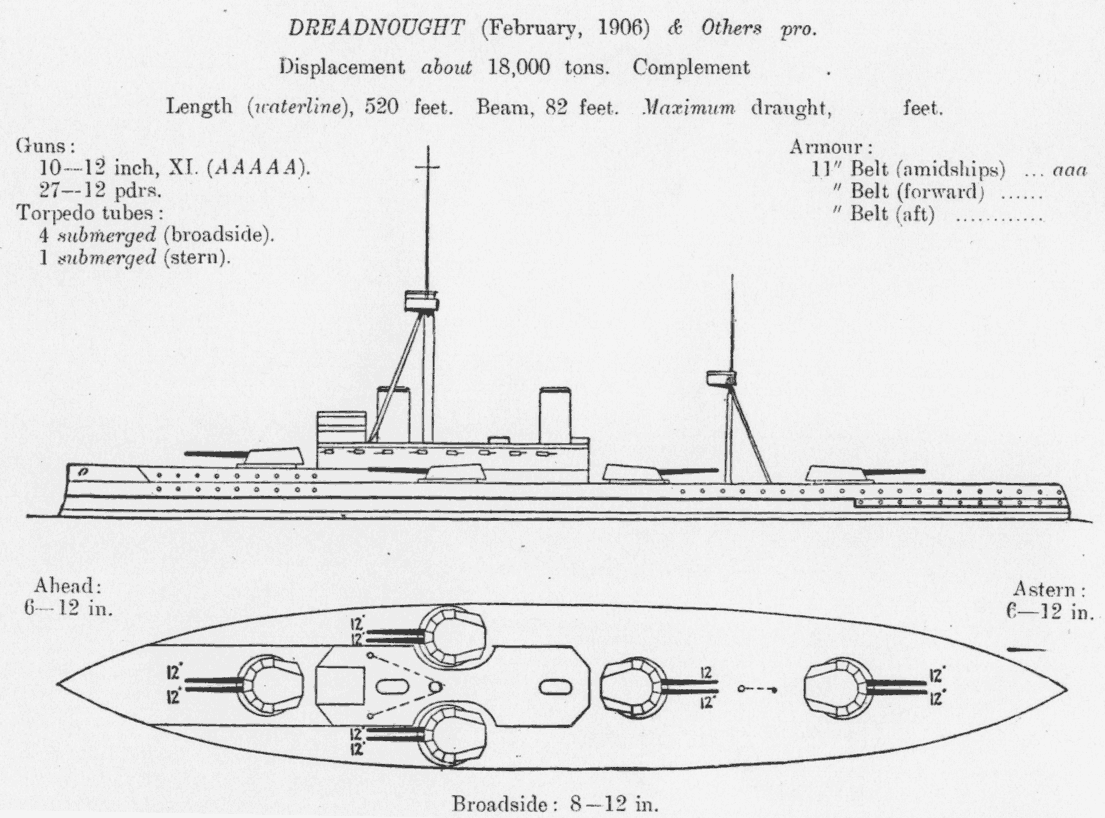
Een uittreksel uit de versie van 1906-1907.

Jane's Fighting Ships is een Britse gids met daarin alle beschikbare informatie over oorlogsschepen, zoals de naam, de afmetingen, de bewapening en met foto's of nauwkeurige tekeningen. De schepen in de gids zijn gerangschikt per land.
De eerste versie van de gids werd gepubliceerd in 1898 door de Brit John F. T. Jane (meestal "Fred T." genoemd) onder de naam Jane's All the World's Fighting Ships. De gids kende een enorm succes, waardoor er een groot aantal militaire publicaties met de naam "Jane" in uitgegeven werden.
Het gezag van de gids is zo groot, dat de Duitsers in de Eerste Wereldoorlog als bewijs voor het vermeende militaire karakter van de Lusitania een uittreksel uit "Jane's Fighting Ships" gebruikten, waarin stond dat het schip een hulpkruiser was, waardoor hun aanval gerechtvaardigd was.